# Ruginești
Ruginești es una comuna ubicada en el distrito de Vrancea, Rumania.

## Superficie
Posee una superficie de 91,13 kilómetros cuadrados.

## Demografía
Hasta 2021 la población era de 4129 habitantes, con una densidad de población de 45,31 habitantes por kilómetro cuadrado.